# Зоран Красић
Зоран Красић (Београд, 11. март 1956 — Београд, 12. април 2018) био је српски правник и политичар. Красић је био потпредседник Српске радикалне странке, министар трговине (1998—2000) и народни посланик.

## Биографија
Пореклом је из Топлице. Прадеда Лука је био учесник Топличког устанка, а деда граничар на Проклетијама где је 1941. заробљен и одведен у Италију одакле је био пребачен у Немачку у којој су радили неетичке експерименте на њему.
Рођен је у Београду, 11. март 1956. године. Детињство је провео у Младеновцу, али због природе посла његовог оца, који је био стражар, преселили су се у Ниш где је завршио основну школу и гимназију „Бора Станковић“. У пионирској српској селекцији 1969. године је освојио друго место у стрељаштву, 30 метака лежећи. Због спортских заслуга у гимназији је примљен у Комунистичку партију. Правни факултет у Нишу је студирао од 1974. до 1979. године.
Након одслужења војног рока у Љубљани, децембра 1981. се запошљава као приправник на годину дана у Прокупљу, у фабрици чоколаде „Инка“. Као директор радне заједнице ради у Пољопривредном комбинату „Обреж” код Варварина ради годину и по дана. После тога се враћа у Ниш где ради неколико месеци као правник у кожно-прерађивачком предузећу „Ђука Динић“. Средином 1984. године се запошљава у Фонд пензијског инвалидског осигурања у Нишу где обавља посао референта за опште правне послове и народну одбрану. Ту је радио до 2002. године, међутим, од фебруара 1993. године му је мировао радни однос због посланичког мандата.
Био је ожењен Биљаном, са којом има сина Драгана (1986) и ћерку Тару (1989).

### Политичка каријера
Из чланства Савеза комуниста изашао је 1984. године јер у процесу у коме је тврдио да се незаконито деле станови и радна места није успео да победи.
Јануара 1990. године у Београду долази у додир са програмом Народне радикалне странке у коју се убрзо и учлањује. Учествује у прављењу статута странке и изградњи одбора Народне радикалне странке у Нишу са председником Месног одбора Владимиром Домазетом, професором др Павлом Премовићем и адвокатом Митом Милосављевићем. Због лоше комуникације централе странке са одборима у Србији као и због лошег изборног резултата 1990. био је у групи људи који су желели да смене председника Вељка Губерину и потпредседника Томислава Николића. У Крагујевцу 23. фебруара 1991. године као један од представника Месног одбора Народне радикалне странке из Ниша учествује у стварању Српске радикалне странке.
За време рата био је мобилисан у Приштини од маја до септембра 1991. године.
Крајић је 1992. године обављао функцију председника Општинског одбора СРС у Нишу. Након избора 1992. године улази у скупштину као савезни посланик СРС и на том месту остаје до избора 2000. године.
Он је 1995. године организовао протесте против пада Српске Крајине.
Био је министар трговине у влади Мирка Марјановића (24.3.1998 — 25.10.2000).
У скупштину поново улази априла 2003. године уместо Војислава Шешеља који одлази у Хашки трибунал и дужност посланика обавља до избора 2012.
Био је председник Одбора за финансије Народне скупштине Републике Србије (2008-2012).
Током пролећног заседања 2010. је био рекордер у дискусијама са седам сати проведених за говорницом.
После ванредних парламентарних избора 2016. године поново је постао народни посланик СРС у Народној скупштини Републике Србије.
Преминуо је након краће и тешке болести, 12. априла 2018. године.

#### Функције у странци[6]
- Потпредседник Српске радикалне странке.
- Члан Председничког колегијума Српске радикалне странке.
- Члан Централне отаџбинске управе.
- Шеф тима за одбрану др Војислава Шешеља.
- Члан Групе пријатељства са Израелом.